# Marktgalerie

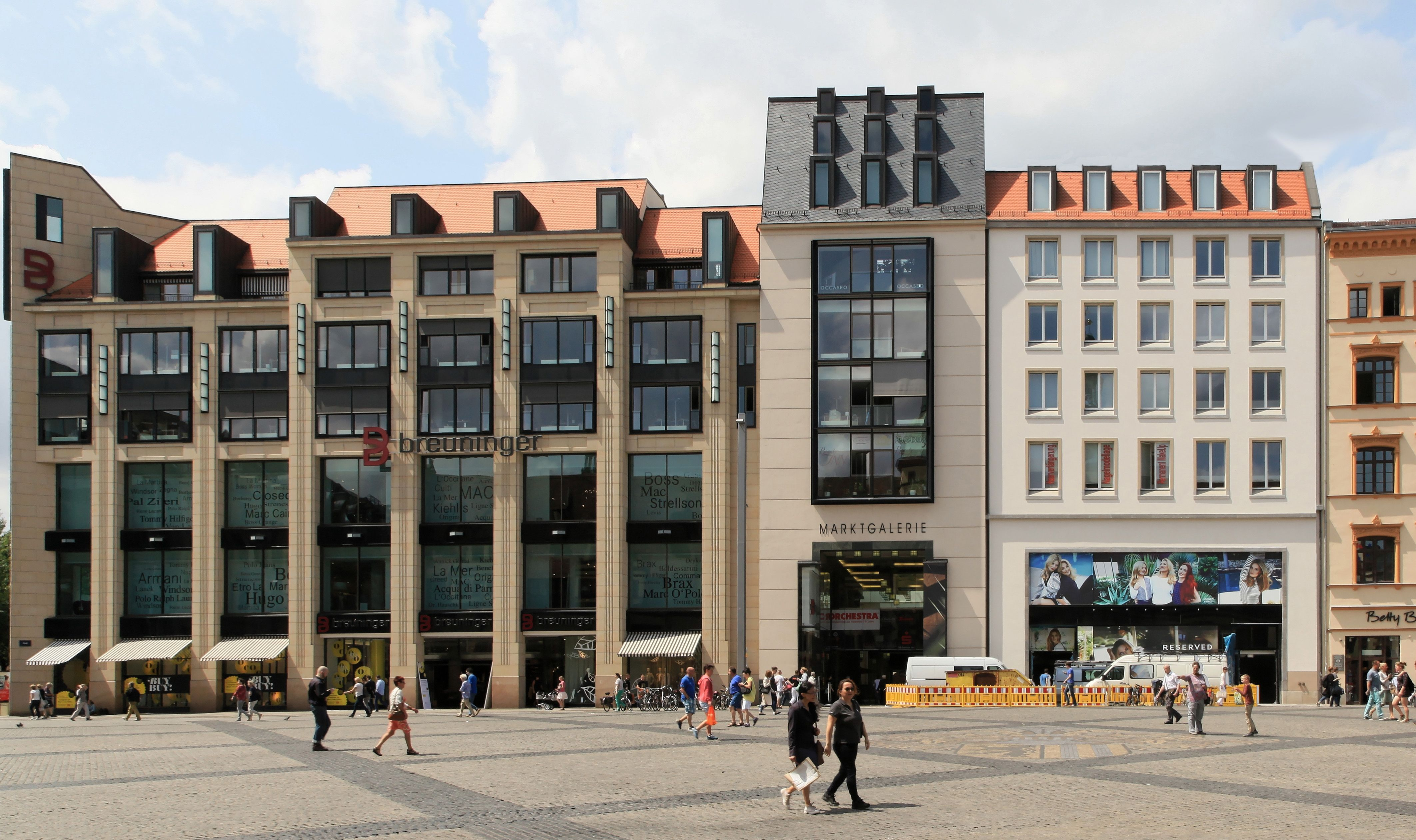
Die Marktseite der Marktgalerie (2015)

Die Marktgalerie bezeichnet im weiteren Sinne einen Gebäudekomplex am Marktplatz in Leipzig und im engeren Sinne eine Ladenpassage durch eines der Gebäude.

## Lage und Beschreibung
Der Gebäudekomplex der Marktgalerie wird begrenzt vom Markt, der Thomas- und der Klostergasse und hat die Adressen Markt 11–15 und Klostergasse 12. Er belegt eine Fläche von etwa 75 Meter mal 80 Meter.

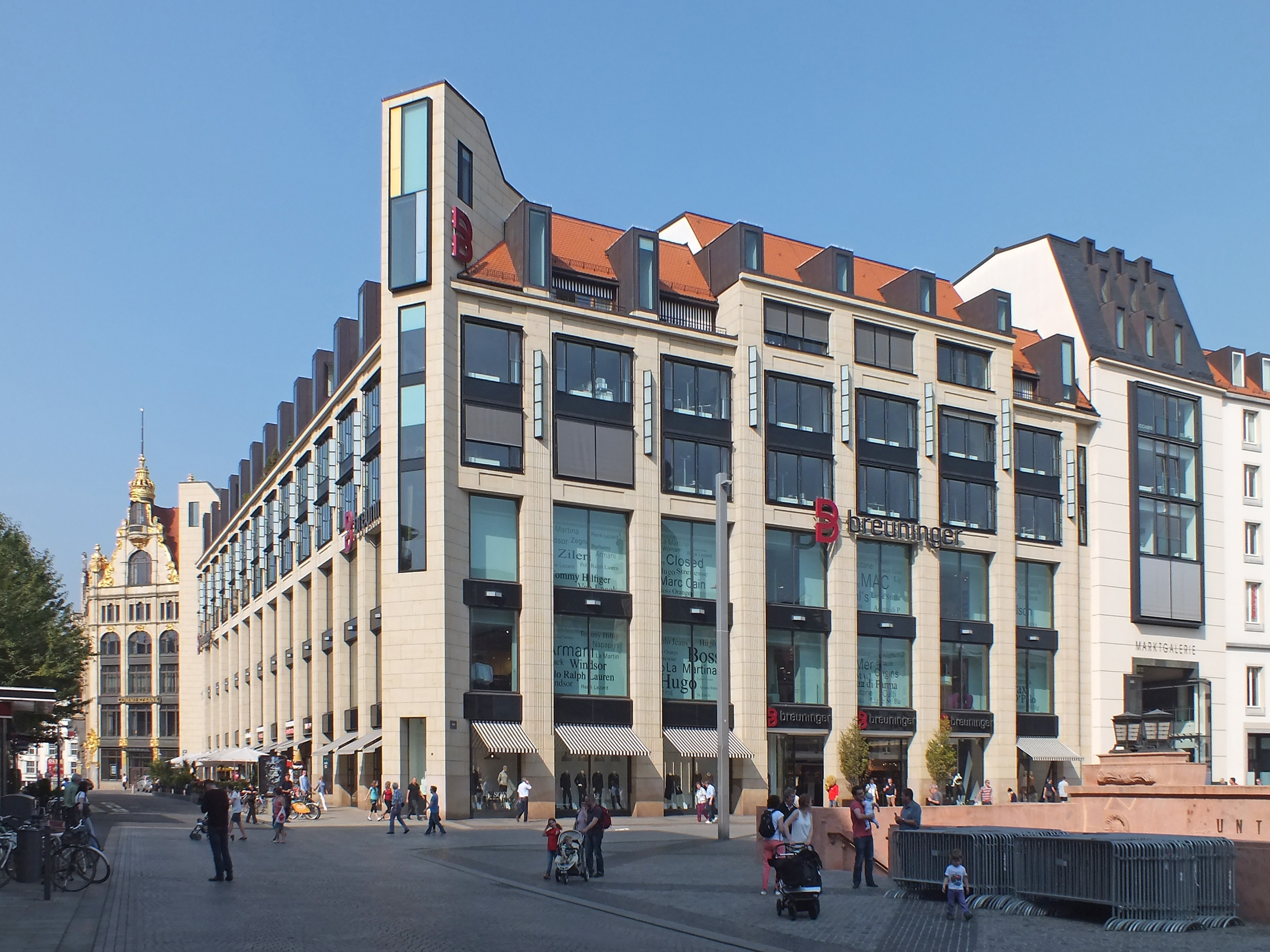
Südostecke der Marktgalerie (2014)

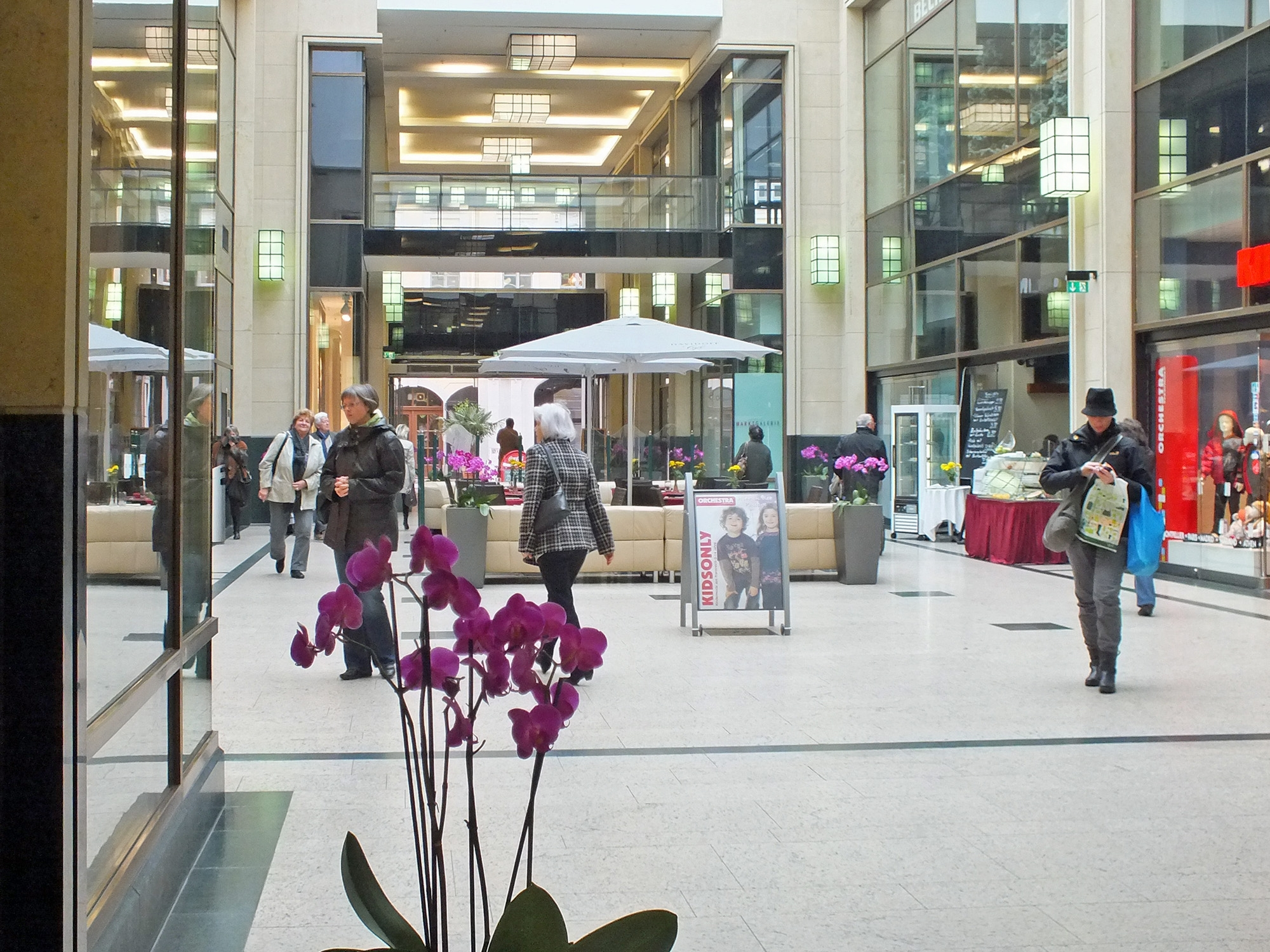
Ladenpassage Marktgalerie (2011)

Die Fassade an Markt und Klostergasse ist jeweils dreigeteilt, der auf beiden Seiten gleiche südliche Teil setzt sich in der Thomasgasse fort. Die Gebäude besitzen sechs Vollgeschosse und vier Unteretagen mit 470 Tiefgaragenplätzen. Die Garagenzufahrt befindet sich am Thomaskirchhof.
Der Wechsel in Fassadengeometrie, Fenstergrößen, Traufhöhen, Dachneigung und Materialien über die drei Gebäudeteile nimmt die kleinteilige Bebauung des Marktes auf und gilt als Adaption an die bis 1943 existierenden Vorgängerbauten.
Der südliche und größte Teil beinhaltet über drei Etagen das Kaufhaus Breuninger. Für die senkrechte Gliederung kamen Fassadenpfeiler aus Cottaer Sandstein zum Einsatz. Die großen Fensterverglasungen sind in lasierte Messingrahmen gefasst. Die Gebäudeecken werden, an den Eckturm des Bismarckhauses erinnernd, durch zweigeschossige Austritte in den Obergeschossen besonders betont. Der Wechsel der Fenstergestaltung oberhalb der Kaufhausetagen deutet die zwei Büroetagen an. Darüber, zum Teil in den Dachbereich reichend, folgen zwei Etagen mit Wohnungen.
Der mittlere Teil mit schiefergedecktem Mansarddach mit drei Gaubenreihen sowie einem flachen, über vier Geschosse reichenden gläsernen Kastenerker enthält die Ladenpassage. Sie folgt nicht dem früheren, nördlicher gelegenen Durchgang in Aeckerleins Hof, sondern zielt nach Osten auf den Turm des Alten Rathauses und nach Westen auf das Tor des Alten Klosters in der Klostergasse.
Die Galerie ist etwa 80 Meter lang und zum größten Teil zweigeschossig. Sie enthält dreizehn Geschäfte. Im Zentrum verbreitert sie sich zu einer dreigeschossigen Halle mit Oberlicht. An beiden Enden der Halle überspannen Fußgängerbrücken die Passage. Der Fußboden ist mit Granit belegt, und schwarz-weiße Kastenleuchten erinnern an das Art déco. Etwa in der Mitte der Passage führt eine Verbindung zur benachbarten Handwerkerpassage.
Der nördliche Gebäudeteil besitzt eine schlicht gehaltene, als Lochfassade mit Gesims gestaltete Putzfassade. Blickfang ist die über zwei Geschosse reichende Glasfläche, in die auch die Eingangstür integriert ist.

## Geschichte
Bis zum Bombenangriff vom 4. Dezember 1943 war die Westseite des Marktes mit Geschäftshäusern bebaut. Am südlichen Ende, an der Ecke zur Thomasgasse stand das nach Plänen des Architekten Ottomar Jummel 1894 errichtete Bismarckhaus. Benachbart Stieglitzens Hof, ebenfalls 1894 vom gleichen Architekten errichtet, war der Folgebau eines Renaissancegebäudes von 1733. Stieglitzens Hof war ein Durchgangshof zur Klostergasse. In der Klostergasse, Ecke Thomasgasse befand sich das um 1900 abgerissene Hotel „Stadt Berlin“. Nach der schmalen Engel-Apotheke von 1728 folgte mit Aeckerleins Hof wiederum ein Durchgangshof mit einer Barockfassade von 1714 von Johann Gregor Fuchs. Den Abschluss vor dem Barfußgäßchen bildete die 1845/1846 errichtete Kaufhalle. Beim Bombenangriff von 1943 wurde die gesamte Gebäudereihe bis auf die Kaufhalle zerstört und stand teilweise als Ruine noch bis 1960.
Auf den Grundstücken der vier zerstörten Häuser wurde nach Plänen von Rudolf Rohrer und Rudolf Skoda am Markt von 1963 bis 1965 der siebengeschossige Büroneubau Messeamt am Markt mit einer Glas-Aluminium-Fassade und einem schwebenden Flachdach errichtet. Dieses Gebäude trat in völlig unangemessene Konkurrenz zum gegenüberliegenden Renaissance-Rathaus und riegelte die Westseite des Marktes großformatig ab. Die Klostergassenseite blieb unbebaute Brache.
Drei Architektenwettbewerbe nach 1990 zur Bebauung dieses Teils führten bei zwei Eigentümerwechseln zu keiner allseits befriedigenden Lösung. Schließlich beauftragte der neue Bauherr, das Warenhausunternehmen E. Breuninger GmbH & Co., Stuttgart, den Frankfurter Architekten Christoph Mäckler mit der Fassadengestaltung. Dieser entwarf die oben beschriebene, nach dem Markt hin dreigeteilte Fassade in Anlehnung an die frühere Bebauung mit Abriss des Messeamtsgebäudes, der 2001 erfolgte. Von 2002 bis 2005 wurde der Neubau errichtet.